# جيم سميث (لاعب كرة قدم بريطاني)
جيم سميث (بالإنجليزية: Jim Smith)‏ (16 أكتوبر 1937 في المملكة المتحدة - 10 أبريل 2002) هو لاعب كرة قدم بريطاني في مركز قلب الدفاع. لعب مع بريستون نورث إيند وستوكبورت كونتي.

## وصلات خارجية
- جيم سميث على موقع قاعدة بيانات كرة القدم.إي يو (الإنجليزية)